# ロンドン・アンド・ノース・イースタン鉄道
ロンドン・アンド・ノース・イースタン鉄道（ロンドン・アンド・ノース・イースタンてつどう、London and North Eastern Railway, LNER）は、1921年鉄道法 (Railways Act 1921) により1923年1月1日に設立されたイギリスの四大鉄道会社の一つで、四社中第二位の規模を有していた。戦後の鉄道国有化によって1948年1月1日いっぱいで解散し、イギリス国鉄のイースタン・リージョン、ノース・イースタン・リージョンおよびスコティッシュ・リージョンに分割された。
初代会長にサー・ラルフ・ウェッジウッド (Ralph Wedgwood) が就任し、任期は当初16年間にわたった。

## 構成
LNERは多数の構成鉄道会社を統合して誕生したが、主要な鉄道会社は以下のとおり。
- グレート・イースタン鉄道 (Great Eastern Railway)
- グレート・セントラル鉄道 (Great Central Railway)
- グレート・ノーザン鉄道
- グレート・ノース・オブ・スコットランド鉄道 (Great North of Scotland Railway)
- ハル・アンド・バーンズレイ鉄道 (Hull and Barnsley Railway)
- ノース・ブリティッシュ鉄道 (North British Railway)
- ノース・イースタン鉄道 (North Eastern Railway)

総路線長は6,590マイル（10,605km）であった。ノース・イースタン鉄道の規模が1,757マイル（2,828km）と最大であり、他にはノース・ブリティッシュ鉄道が1,378マイル（2,218km）、ハル・アンド・バーンズレイ鉄道が106.5マイル（171km）であった。
LNERはこの他、下記を有していた:
- 蒸気機関車7700輌、客車20,000輌、貨車29,700輌、電車140輌、電気機関車6輌、レイル・モーターカー1輌
- タービン船6隻、その他蒸気船36隻、河川用船舶および湖水蒸気船多数など
- ドックおよび港20箇所、イングランド北東沿岸の港、スコットランド東部の港、ハーウィッチ (Harwich) 及びロンドンの国際港
- その他埠頭、桟橋
- ホテル23軒

ロンドン・ミッドランド・アンド・スコティッシュ鉄道と共同で、LNERはイギリス最大の合弁鉄道であるミッドランド・アンド・グレートノーザン合弁鉄道を有していたが、その大部分はLNERの路線と競合していた。1936年に、この合同鉄道全線がLNERに編入された。

## 地域
LNERは、その名が示す様に、ロンドンの北から東にあたる地域に路線を有していた。これにはロンドンからヨーク、ニューカッスル・アポン・タインを経てエディンバラに至るイースト・コースト本線と、エディンバラからアバディーンおよびインヴァネスに至る路線が含まれる。ペナイン山脈の東側のほとんどは、イースト・アングリアの広大な平地を含めLNERの領域であった。LNERの主要工場群はドンカスターにあった。

## 塗装
LNERでは基本的には旅客用以外はGWR以外の2社と同じく、貨物・入替機が黒一色、貨客両用機が黒地に色のついた帯（色はLMSと同じく赤）であり、独自に選んだ旅客用はアップルグリーン（同じ緑系のSR・GWRに比べるとかなり明るい色）で車体の上部に「白枠の黒帯」、下部に「黒枠の赤帯」を塗っていたが、いずれにも金色のレタリングが施された。客車は一般にチークのニス塗り仕上げであり、数少ない金属製客車にもわざわざ木目まで再現したチークに似た塗装が施された。一部の特別列車とA4形パシフィック機関車には、国王の銀婚式記念でシルバーグレー（明灰色）のものがあり、後期には車体がガーターブルーで車輪がインディアンレッドなど一般とは異なる塗装が施された。

## 宣伝広報
LNERはイギリスに広範な路線を有し、ロンドンからイングランド北東部ならびにスコットランドへ列車を運行していた。1923年の強制的な鉄道会社グループ化により、イングランドとスコットランドにひろがるかつての競合会社がLNERとして協調する必要が生じた。LNERの一般イメージを迅速に作り上げる作業が、初代宣伝部長ウィリアム M. ティーズデール (William M. Teasdale) に与えられた。ティーズデールは、広い称賛を勝ち得ているロンドン地下鉄ポスター広告のスタイルと内容に采配を振っているフランク・ピック (Frank Pick) の哲学とポリシーから影響を受けていた。ティーズデールは画家やデザイナーを厳格な指針に縛り付けず、自由にさせた。ティーズデールがLNERの副総支配人に昇格した際には、後任として国有化まで LNERの宣伝部長に留まったセシル・ダンドリッジ (Cecil Dandridge) にこの方針が引き継がれた。ダンドリッジは、後にイギリス国鉄で用いられるGill Sans書体の採用に貢献した。
LNERは工業指向の会社であり、イギリスの石炭の三分の一以上を輸送して貨物収入の3分の2を得ていた。これとは別に、LNERが自身が広告を通じて与えていた印象は、優美で高速な列車と洗練された目的地であった。
LNERの宣伝キャンペーンは、競合他社に較べ高度に洗練され進んだものであった。ティーズデールとダンドリッジはトム・パーヴィスといった最高峰のグラフィックデザイナーやポスター画家に仕事を依頼し、LNERのサーヴィスを宣伝するとともに大衆が夏期休暇に東海岸を訪れるよう呼びかけた。

## 主任機械技師
鉄道網の表看板は機関車と客車に多くを負っており、それゆえLNER主任機械技師 (CME) の個性が鉄道に深く刻まれている。LNERには歴代三人のCMEが就任した。

### サー・ナイジェル・グレズリー
サー・ナイジェル・グレズリーはLNERの初代CMEであり、LNERの存続した殆どの間その任にあったため、LNERにもっとも影響を及ぼした。グレズリーはグレート・ノーザン鉄道CMEを経てLNERのCMEに就任した。グレズリーは大型機関車策で知られており、とりわけしばしば蒸気機関車の最高速度を記録した4468号機「マラード」（今日まで破られていない）で記憶されている他、3シリンダー機の中央シリンダーバルブを残りの2つからのてこで駆動することで外部からの点検をやりやすくする「グレズリー式連動弁装置」に名を残している。しかしながら、アーネスト・スチュワート・コックスは1942年に作成したレポートで、LMSの機関車と比較して6倍の故障が起きていること、固有の欠陥があり世界中で使用が中止されていること、理論的には正しいが実際は正しく作動していないことを指摘し、新しい機関車にこの設計を用いてはいけないと結論付けている。2気筒に比べて製造コストが高いだけでなくメンテナンス不足に陥りやすい自身の設計に固執したためLNERに無駄なコストがかかったとの見解も存在する。グレズリーは在任中の1941年に死去した。

### エドワード・トンプソン
エドワード・トンプソン (Edward Thompson) の短い在任期間 (1941年 - 1946年) は議論の種となっている。CME 昇任以前よりグレズリーに対して批判的であったため、トンプソンの決定は前任者に対する嫌悪によるものだと解釈する向きもある。しかし、グレズリーの設計には長所と同時に欠陥もあったことは指摘せねばならない。彼が行ったことは技術的に正しく、世界の潮流に沿ったものであった。トンプソンの業績は戦時下に頑丈で信頼性の高い貨物用機関車を設計したことにある。トンプソンは1946年に退職した。

### アーサー・H・ペパコーン
アーサー・H・ペパコーン (Arthur H. Peppercorn) のCME在任期間は国有化のため18箇月に短縮された。新構想よりは再構築という雰囲気のこの短期間にペパコーンが行った設計で注目に値するのは、A1形およびA2形パシフィック形急行旅客用蒸気機関車であるが、その殆んどは国有化後に完成した。グレズリー門下のペパコーンはまたグレズリーの賞讃者でもあり、ペパコーン設計の機関車はグレズリーの古典的設計と、グレズリーが十分には為し得なかった信頼性と堅牢さとを併せ持つものであった。

## 戦後の国有化以降
LNERは国有化により、都市間鉄道の大規模な駅が受けた戦争被害から迅速に復興できた。1996年のイギリス国鉄民営化の際、東海岸本線の長距離列車のフランチャイズは当初海運会社シー・コンテナズ (Sea Containers Ltd) が獲得し、運行会社はLNERを彷彿させるグレート・ノース・イースタン・レイルウェイ (GNER) と命名されたが、親会社の債務超過のため、2007年12月9日にGNERは権利を移譲し、このフランチャイズはナショナル・エクスプレス・イースト・コーストに引き継がれた。その後数回のフランチャイズの交代と経営不振に伴う運行権返上により2022年1月現在は運輸省傘下のつなぎ運行会社が担当しているが、その社名はロンドン・ノース・イースタン・レールウェイと、往時のLNERの名を再び復活させた形となっている。

## 保存車両

### 蒸気機関車
- A3形 4-6-2
- A4形 4-6-2
- A2形(ペパコーン) 4-6-2
- B1形 4-6-0
- D49形 4-4-0
- K1形 2-6-0
- V2形 2-6-2
- Y1形 0-4-0

#### 統合前の鉄道会社
- ノース・ブリティッシュ鉄道
  - D26形 4-4-0
  - J36形 0-6-0
  - Y9形 0-4-0
- ノース・イースタン鉄道
  - D17形 4-4-0
  - J27形 0-6-0
  - J21形 0-6-0
  - Q6形 0-8-0
  - E6形 2-4-0
  - E5形 2-4-0
  - J72形 0-6-0
  - Q7形 0-8-0
  - Y7形 0-4-0
  - X1形
- グレート・セントラル鉄道
  - 04形 2-8-0
  - D11形 4-4-0
- グレート・イースタン鉄道
  - B12形 4-6-0
  - E4形 2-4-0
  - J15形 0-6-0
  - J17形 0-6-0
  - Y5形 0-4-0
  - N7形 0-6-2
  - J69形 0-6-0
- グレート・ノーザン鉄道
  - C1形 4-4-2
  - C2形 4-4-2
  - K4形 2-6-0
  - N2形 0-6-2
  - J52形 0-6-0
- グレート・ノース・オブ・スコットランド鉄道
  - D40形 4-4-0

## ギャラリー

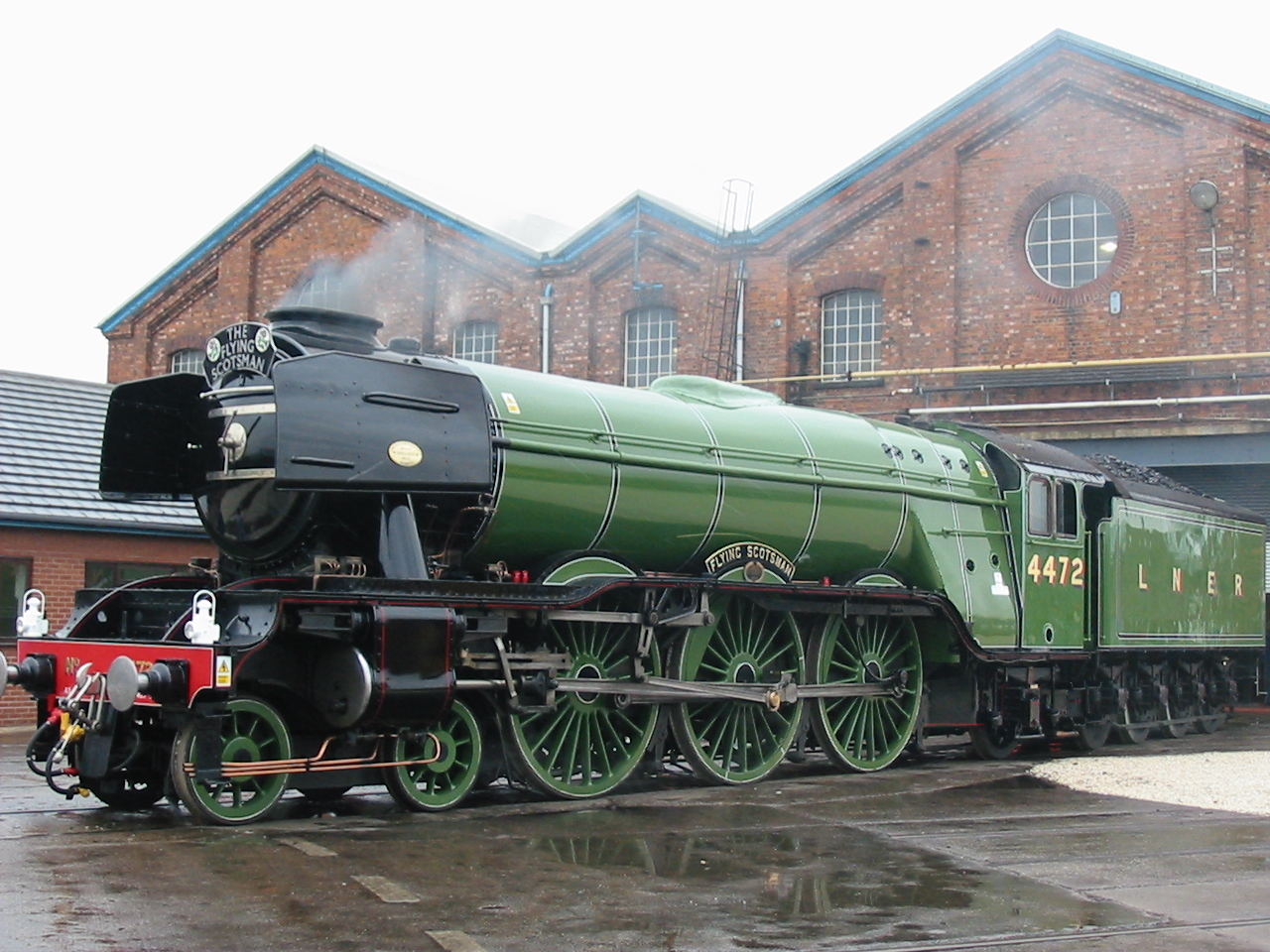
A1形・A3形蒸気機関車でも著名な4472号機「フライング・スコッツマン」
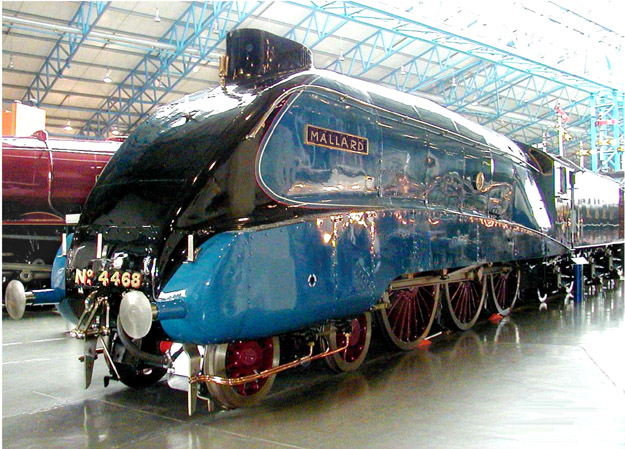
蒸気動力での世界最高速度記録保持機である A4形4468号機「マラード」
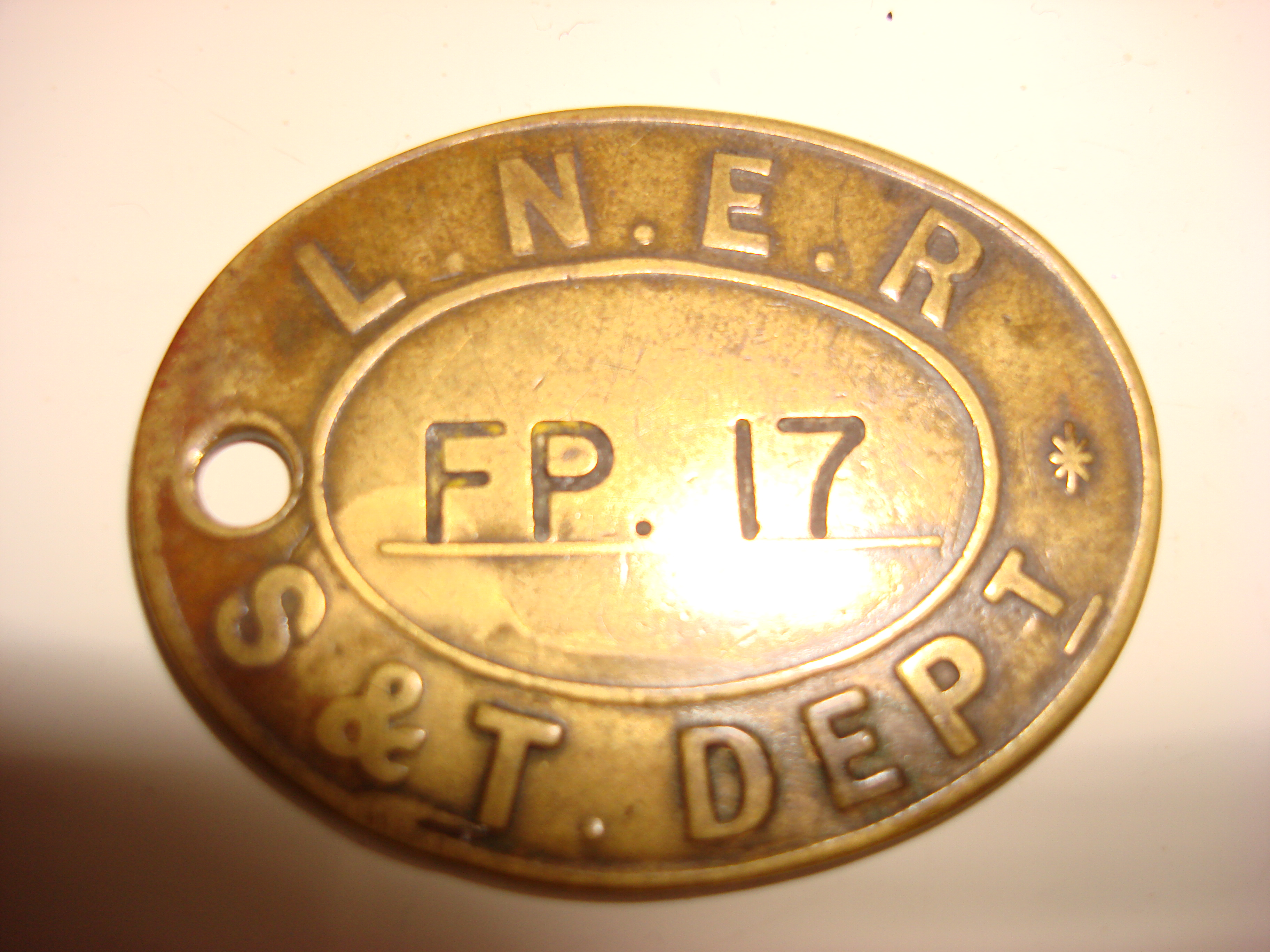
LNER信号電信部門の、帽子用真鍮製バッジ。帽子が制服の一部であることを職員に知らせるため着用。